# Bystřice u Benešova (železniční zastávka)
Bystřice u Benešova je železniční zastávka (bývalá stanice) na trati Praha – České Budějovice. Zastávka se nachází ve městě Bystřice, okres Benešov. 

## Historie
Stanice byla uvedena do provozu 3. září 1871 pod názvem Bistritz. V roce 1918 stanice získala jméno Bystřice, o tři roky později se tento název změnil na Bystřice u Benešova. V roce 1939 stanice získala název Bistřitz b/Beneschau, o rok později pak Bistritz b/Beneschau. V roce 1945 stanice opět dostala český název Bystřice u Benešova.
Při modernizaci trati v letech 2011 až 2013 byly ve stanici sneseny staniční koleje a stanice se změnila na zastávku.

## Popis
Nacházejí se zde dvě nástupiště, tvořená betonovými panely, i s umělou vodící linií a signálním pásem pro nevidomé. Dále je zastávka vybavena přístřešky a osvětlením[zdroj?] a rozhlasem se systémem HaVIS 3.